# 凌汝志
凌汝志（1513年—？），字雲鵠，號道山，直隸蘇州府太倉州（今江蘇太倉市）人，民籍，明朝政治人物，嘉靖甲辰進士，官至應天府丞。

## 生平
嘉靖二十二年（1543年）癸卯科應天府鄉試第四十一名舉人，嘉靖二十三年（1544年）聯捷甲辰科會試第二百五十一名，第三甲第七十七名進士。除宜春縣知縣，二十七年十一月擢刑科給事中，因直諫授廷杖。轉工科給事中、兵科左給事中。在諫垣八年。以親老，乞官南京，授應天府丞。其生性耿直，為官有贤名。

## 家族
曾祖凌方；祖父凌縞；父凌昆，母陳氏。具庆下。弟汝學；凌雲翼，贡士。
弟凌汝成，同榜舉人。